# Hemaris beresowskii
Hemaris beresowskii es una polilla de la familia Sphingidae. Vuela en el Suroeste de China.
Hay un célula discal transparente en las alas delanteras que esta generalmente dividido longitudinalmente por un pliegue escalado vestigial. La parte posterior del ala es muy similar a Hemaris ottonis.